# Witold Antkowiak
Witold Antkowiak (ur. 22 grudnia 1930 w Poznaniu, zm. 12 stycznia 2022) – polski piosenkarz, członek Duetu Egzotycznego.

## Życiorys
Był absolwentem Państwowej Szkoły Muzycznej we Wrocławiu w klasie śpiewu i kontrabasu. Jako wokalista debiutował w Zespole Pieśni i Tańca Śląskiego Okręgu Wojskowego. Później występował w Chórze A Capella Rozgłośni Wrocławskiej Polskiego Radia. W 1958 wraz ze Zbigniewem Dziewiątkowskim stworzył Duet Egzotyczny wykonujący polskie aranżacje utworów z Ameryki Łacińskiej. Wspólnie z Dziewiątkowskim występował do 1962, a następnie zastąpił go Mieczysław Metelski (w 1963 zespół przekształcił się w Tercet Egzotyczny). 
Zarówno w okresie działalności w Duecie Egzotycznym jak i w pierwszych latach kariery solowej, Antkowiak regularnie występował w Telewizji Polskiej i Polskim Radiu. Współpracował z Zespołami Jana Walaska i Zbigniewa Wicharego, a także dokonywał nagrań wspólnie z Orkiestrami Stefana Rachonia, Henryka Debicha, Bogusława Klimczuka oraz Zygmunta Mahlika. W trakcie swojej kariery estradowej występował między innymi w Finlandii, Francji, NRD, Szwecji i ZSRR. Co jego największych solowych sukcesów należała nagroda specjalna na IV Międzynarodowym Festiwalu Piosenki w Sopocie z 1964 za piosenkę „Czy pamiętasz ten dom" oraz I miejsce w Giełdzie TV z 1973 za piosenkę „W świat wertepami" oraz II miejsce w Giełdzie TV z 1974 za piosenkę „Jesteś jak wesoły obłok".
Witold Antkowiak był ojcem piosenkarza Krzysztofa Antkowiaka. 